# Touriga Nacional
La Touriga Nacional è un vitigno a bacca nera. Nonostante le basse rese delle sue uve piccole, svolge un ruolo importante nelle miscele utilizzate per i porti e viene sempre più utilizzato per il vino da tavola nel Douro e nel Dão. Touriga Nacional fornisce struttura e corpo al vino, con tannini alti e sapori concentrati di frutta nera.